# سبورت بيلي
سبورت بيلي مسلسل رسوم متحركة أمريكي عرض لأول مره 16 سبتمبر 1980 واستمر عرضه حتى 16 نوفمبر 1981 

## روابط خارجية
- سبورت بيلي على موقع IMDb (الإنجليزية)
- سبورت بيلي على موقع ألو سيني (الفرنسية)
- سبورت بيلي على موقع قاعدة بيانات الفيلم (الإنجليزية)